# 남상웅
남상웅(南相熊,有壯1980년 1월 7일, 경기도 ~ )은 한국 초창기 이종격투기 선수 출신 체육관 관장이다. 어린시절, 유도가인 아버지의 영향으로 여러 무술을 섭렵했다. 주짓수를 타이틀로 이종격투기를 출전한 최초 멤버이며, 당시 브라질리안 주짓수(brazilian jiu-jitsu)란 명칭이 낯설었던 한국에 주짓수 기술을 전파하려고 해외의 많은 세미나와 시합에 참여했다.

## 수상경력
- 전국 합기도 대회 1위

- 경기도지사배 합기도 대회 2위

- 남양주시장배 합기도 대회 1위

- 前 해병대 1사단 2연대 태권도 대표선수

- 전국 국무도 제2회 연합 회장기배 대회 1위

- 전국 국무도 제1회 문화관광부 장관배 대회 3위

- 전국 국무도 제2회 문화관광부 장관배 대회 1위

- 제2회 K.P.W 무규칙 격투대회 경량급 -75kg 준우승

- 제1회 캐치 레슬링 대회 "그랩" -65kg급 우승

- 브라질유술, 이종격투 체육관 "Grappler Factory" 관장

- 1ST Asia Pacific Jiu-Jitsu Championship

블루벨트 라이트급 준우승,
단체 종합우승
- 現 국가기관 이종격투기.유술 강사

- International brazilian jiu-jitsu federation

Asian Open Championship 2006 in Tokyo Budoh-Kan Gynasium
purple belt galo bronze medal
- S.E.A Grappling Games in Bangkok

Jiujitsu
Purple -65kg class Gold medal
Brown absolute class Bronze medal
Grappling
Elite -65kg class Gold medal
Elite absolute class Bronze medal
- 제8회 대한민국 서각대전 입선

- 제2회 국제각자공모대전 입선

- 제8회 인천광역시 서각대전 우수상 및 입선

- 제2회 광화문광장 휘호대회 특선

- 제9회 대한민국 서각대전 입선

- XIII Campeonato Interacional de jiu-jitsu São Paulo 2012

MASC MASTER MARROM PENA Silver medal
MASC ABS MASTER E SENIOR (M) MARROM ABSOLUTO Bronze medal
- Brazilian jiujitsu Black Belt (Mestre : Marco Antonio Barbosa)

- 제3회 광화문 광장 휘호 경진대회 전각 부문 특선 2012

네이트 리뷰

## 약력
- 브라질유술, 이종격투 체육관 "Grappler Factory" 관장 (2003 ~ 현재)
- 국가기관 이종격투기.유술 강사
- 前 한국 블라질리안 주짓수 연합회 사무국장
- 국립 경찰대학 주짓수클럽 지도강사
- 브라질 유술 블랙벨트 3단

## 방송출연
- 2003년 iTV(인천방송) 리얼다큐 승부 "절대강자"
- 2003년 SBS 생방송 세븐데이즈
- 2004년 KBS 수요기획 '21세기 신유목민시대'
- 2004년 MBC 생방송 화제집중
- 2004년 MBC 라디오 '세계는 그리고 우리는'
- 2004년 CBS 라디오 '김어준의 저공비행'
- 2005년 취재파일 4321
- 2006년 SBS 신동엽의 "있다.없다."

## 칼럼연재
- 2004년 '헤럴드 경제' 이종격투기 기술강좌 《남상웅의 MMA 100배즐기기》

NAVER 뉴스 - 헤럴드경제 기사목록